# Polygala galapageia
Polygala galapageia là một loài thực vật có hoa trong họ Polygalaceae. Loài này được Hook. f. miêu tả khoa học đầu tiên năm 1847.